# Reinaldo Quijada
Reinaldo Quijada est un ingénieur, journaliste et homme politique vénézuélien né à Genève (Suisse) le 21 novembre 1959. Il est candidat à l'élection présidentielle vénézuélienne du 20 mai 2018. Il est également journaliste pour le groupe d'éditions Aporrea.

## Biographie
Né en Suisse alors que son père, Manuel Quijada, originaire de l'île de Margarita, est le représentant du Venezuela à l'Organisation des nations unies, ce dernier marié à Evelina Cervoni, la mère de Reinaldo originaire de Caracas, il est de nationalité vénézuélienne, étant né à l'ambassade du Venezuela en Suisse. Ayant participé au coup d'État de juin 1961, son père et la famille sont exilés quatre ans à Milan en Italie puis un an à Londres au Royaume-Uni. À l'âge de 11 ans, Reinaldo découvre le Venezuela et entre au Colegio Francia à Caracas où il apprend l'italien, le français et l'anglais. 

## Carrière politique
En février 1992, il prend position en faveur du renversement du président Carlos Andrés Pérez lors de la tentative de coup d'État par le futur président Hugo Chávez. La même année, il cofonde le Frente Patriótico (« Front patriotique », en français) qui soutient les idées socialistes au sein de la nation. En 2008, il entre au parti socialiste unifié du Venezuela (PSUV) et se présente comme candidat au gouvernorat de l'État de Miranda. Il est alors porte-parole du PSUV pour El Cafetal. En 2013, après la mort de Chávez, des bouleversements secouent le PSUV et Quijada, conjointement à d'autres membres, renonce à participer au gouvernement du nouveau président élu Nicolás Maduro et en 2015, il fonde le parti Unidad Política Popular 89 (UPP 89).

### Candidat à l'élection présidentielle de 2018
Le 21 février 2018, il annonce sa candidature à l'élection présidentielle vénézuélienne du 20 mai 2018 avec l'appui de son parti UPP 89. Il souhaite appuyer un processus révolutionnaire dont il dit que Nicolás Maduro l'a abandonné. Il considère que la révolution bolivarienne est « fatiguée », sans en contester pour autant les fondements. Il cible préférentiellement les chavistes déçus par Maduro et oppose le chavisme ou madurisme. Le 27 février, il dépose sa candidature au Conseil national électoral.
Nicolás Maduro remporte 67,84 % des voix contre 20,94 % à son principal adversaire, Henri Falcón, qui rejette le processus électoral et dénonce des irrégularités. Quijada arrive quatrième avec seulement 36 132 voix contre 6 244 016 voix pour le vainqueur. Le taux de participation est de 46,1 % selon les résultats officiels. Une source du CNE a pour sa part affirmé qu'à la clôture des bureaux de vote, le taux de participation était de 32,3 %. Ce qui en fait dans les deux cas le plus faible de l'histoire du pays pour une élection présidentielle.